# Josip Rumac
Josip Rumac, nascido em 26 de outubro de 1994 em Rijeka, é um ciclista croata, membro da equipa Androni Giocattoli-Sidermec.

## Biografia
Em 2011, torna-se Campeão da Croácia em estrada e do contrarrelógio juniores. Revela-se mundialmente em 2012 terminando terceiro do campeonato do mundo em estrada juniores e terçeiro do Giro do Mendrisiotto juniores. Toma igualmente o nono lugar do Grande Prêmio Rüebliland.
Em 2020, está seleccionado para representar o seu país no Campeonato Europeu de Ciclismo em Estrada organizados em Plouay no Morbihan. Classifica-se vigésimo primeiro no ciclismo em estrada No mês seguinte, termina decimoctavo da Volta à Hungria

## Palmarés em estrada

### Por anos
- 2011
  -  Campeão da Croácia em estrada juniores
  -  Campeão da Croácia do contrarrelógio juniores
- 2012
  - 2.º do Grande Prêmio dell'Arno
  - 3.º do Giro do Mendrisiotto juniores
  -  Medalhista de bronze do campeonato do mundo em estrada juniores
- 2014
  - 2.º do campeonato da Croácia do contrarrelógio
- 2015
  -  Campeão da Croácia em estrada esperanças
  - 2.º do campeonato da Croácia em estrada
  - 9.º do Campeonato Europeu em estrada esperanças
- 2016
  -  Campeão da Croácia em estrada esperanças
  - 2.º do campeonato da Croácia em estrada
  - 2.º do campeonato da Croácia do contrarrelógio esperanças
  - 3.º do Giro del Belvedere
- 2017
  -  Campeão da Croácia em estrada
- 2018
  -  Campeão da Croácia do contrarrelógio
- 2019
  -  Campeão da Croácia em estrada
  -  Campeão da Croácia do contrarrelógio
- 2020
  -  Campeão da Croácia em estrada
  -  Campeão da Croácia do contrarrelógio

### Classificações mundiais
}
| Ano             | 2014   | 2015  | 2016  | 2017  | 2018   |
| UCI Europe Tour | 547.º. | 359.º | 425.º | 417.º | [ 8 ]  |
| UCI Africa Tour |        |       |       |       | 254.º. |

## Palmarés em ciclocross
- 2009-2010
  -  Campeão da Croácia de ciclocross cadetes